# Chrysotachina currani
Chrysotachina currani är en tvåvingeart som beskrevs av Nunez, Couri och Guimaraes 2002. Chrysotachina currani ingår i släktet Chrysotachina och familjen parasitflugor. Inga underarter finns listade i Catalogue of Life.